# 인천항국제여객터미널
인천항국제여객터미널은 인천광역시 연수구 송도5동 인천남항의 남항에 있는 국제여객터미널이다.

## 운항 노선

### 인천항국제여객터미널
- 인천 ↔ 랴오닝성 다롄시 : 화·수·목요일 아침에 입항, 수·목·토요일 저녁에 출항 / 16시간 운항 / 화물
- 인천 ↔ 랴오닝성 단둥시 : 월·수·금요일 아침에 입항, 월·수·금요일 새벽에 출항 / 16시간 운항 / 휴항
- 인천 ↔ 장쑤성 롄윈강시 : 화·수·금요일에 입항, 수·토요일에 출항 / 24시간 운항  / 화물
- 인천 ↔ 산둥성 옌타이시 : 화·목·토요일 아침에 입항, 화·목·토요일 저녁에 출항 / 14시간 운항 /
- 인천 ↔ 산둥성 웨이하이시 : 월·수·금요일 아침에 입항, 월·수·토요일 저녁에 출항 / 14시간, 17시간 운항
- 인천 ↔ 산둥성 웨이하이시 스다오 : 월·수·금(09:30)요일 아침에 입항, 월·수·금요일 저녁에 출항 / 14시간 운항
- 인천 ↔ 랴오닝성 잉커우시 : 화·수·금요일 입항, 화·수·토요일 출항 / 23시간 운항 / 화물

- 인천 ↔ 허베이성 친황다오시 : 월·목요일 입항, 금요일 출항 / 23시간 운항 / 화물

## 교통

### 버스
- 인천항신국제여객터미널(38652) / 미송초등학교 방면
  - 13(검암역(원당방면))
  - 16-1(송내역남부)
  - 82(동인천북광장)
  - 6777(인천공항T2-3층)

- 인천항신국제여객터미널(하행)(38662) / 아암3교사거리 방면
  - 13(신흥교통)
  - 16-1(항동7가버스차고지)
  - 82(신흥교통)
  - 6777(인천항신국제여객터미널(하행)(종점))

## 같이 보기
- 인천항연안여객터미널
- 인천항크루즈터미널